# Isah

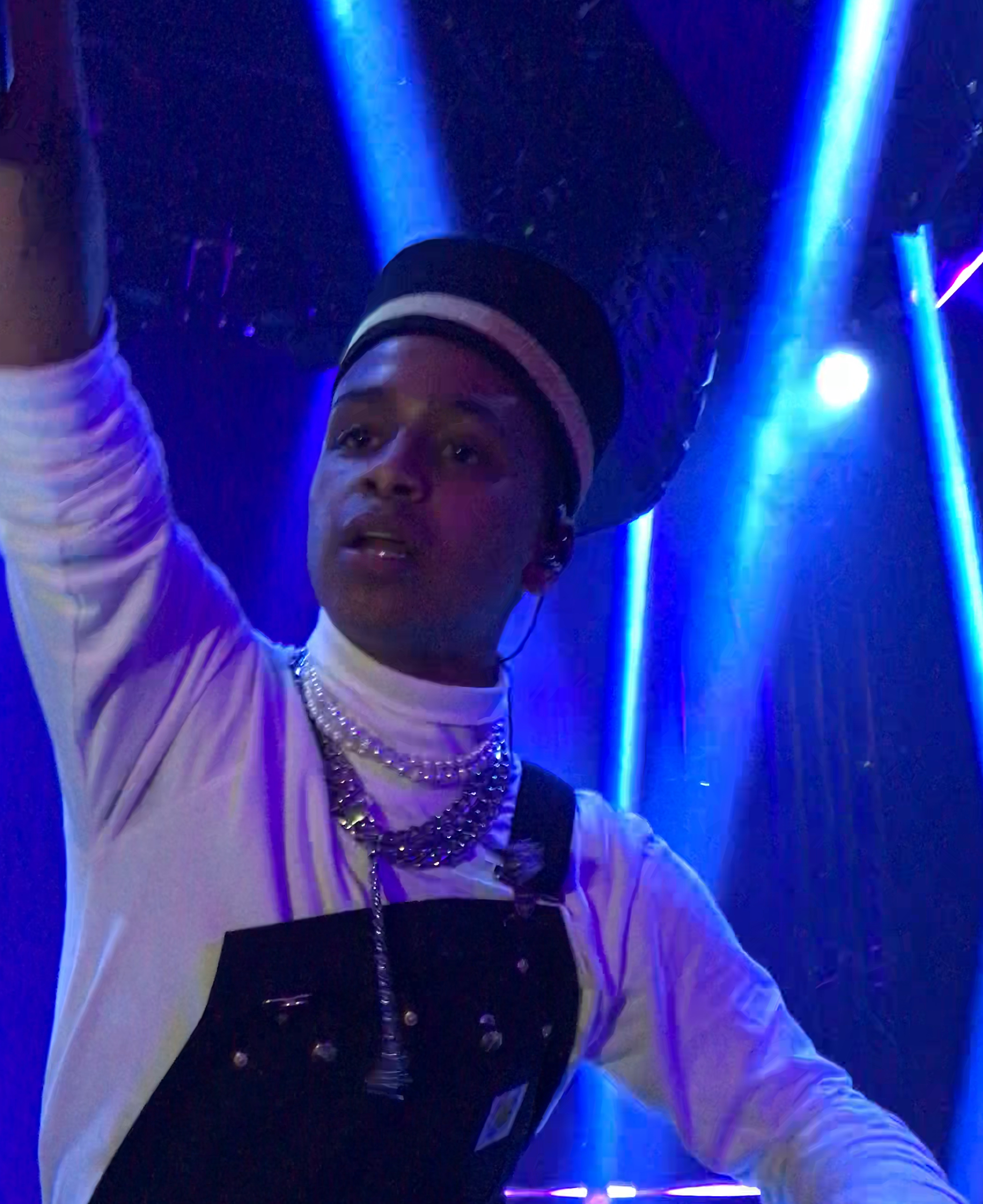
Isah, 2019

Kaleb Isaac Ghebreiesus (* 1999 in Stavanger) ist ein norwegischer Rapper, Sänger und Songwriter, der unter dem Künstlernamen Isah auftritt. Seinen Durchbruch hatte er 2019 mit dem Song Hallo. Er ist dreifacher Träger des Spellemannprisen.

## Leben
Ghebreiesus stammt aus der südwestnorwegischen Stadt Stavanger, wo er im Stadtteil Storhaug aufwuchs. Er hat Vorfahren aus Eritrea. Ursprünglich plante er, im Bereich der Wirtschaftswissenschaften zu studieren. In seiner Zeit an der weiterführenden Schule wurde er von einem Freund dazu überredet, ein Lied einzuspielen, das er anschließend auf SoundCloud veröffentlichte. Im Jahr 2017 folgte die offizielle Debütsingle Seint. Nach dem Ende seiner Schulzeit zog er nach Oslo, um sich dort weiter seiner Musikkarriere zu widmen. Er erhielt in der Folge einen Vertrag beim Label SDKT Entertainment und arbeitete in einer Teilzeitanstellung in einem Schuhgeschäft. Im Sommer 2018 veröffentlichte er mit Dutty Dior das Lied Fantasi. Schließlich kam ein Kontakt mit dem bekannten Rapduo Karpe zustande, bei deren 2019 veröffentlichtem Album SAS Plus/SAS Pussy er mitwirkte. Zudem trat Ghebreiesus mit dem Duo auf größeren Festivals auf.
Gemeinsam mit Dutty Dior veröffentlichte er im März 2019 das Lied Hallo, das später im Jahr bei der Musikpreisverleihung P3 Gull als „Lied des Jahres“ ausgezeichnet wurde. Im Juni 2019 folgte seine Debüt-EP Sukkerspinn & hodepine (del 1), der zweite Teil Sukkerspinn & hodepine (del 2) folgte im September desselben Jahres. Im Jahr 2020 wurde er beim Musikfestival by:Larm zum „Shootingstar des Jahres“ (Årets stjerneskudd) gekürt. Beim im April 2020 verliehenen Spellemannprisen für das Musikjahr 2019 erhielt er die Preise in den Kategorien „Urban“ und „Durchbruch des Jahres“. Mit der Newcomer-Kategorie war zudem ein Stipendium im Wert von 250.000 Kronen verbunden.
Nachdem er bereits Ende 2020 gemeinsam mit Emilie Nicolas eine Duettversion des Liedes Who’s Gonna Love You bei der Musikpreisverleihung P3 Gull sang, veröffentlichten die beiden im Januar 2021 eine Studioversion. Es folgte im Mai 2021 die Single kan du love å vente, eine Zusammenarbeit mit der Sängerin Gabrielle Leithaug. Im Juni 2021 veröffentlichte er mit Dutty Dior die EP Begge to. Mit Dutty Dior folgte auch im Jahr 2022 das Album Kasko. Isah wirkte in der im Jahr 2022 aufgezeichneten 13. Staffel der Musikshow Hver gang vi møtes mit. Der Sängerin Emma Steinbakken gelang in der Show ein Nummer-eins-Hit mit dem Cover von Isahs Lied Delilah. Im Juni 2023 veröffentlichte Isah das Album Instrument. Mit dem Album konnte er sich erstmals in den norwegischen Album-Charts platzieren und er wurde beim Spellemannprisen 2023 dafür in der RnB-Kategorie ausgezeichnet.

## Auszeichnungen
Spellemannprisen
- 2019: „Urban“ für Sukkerspinn & hodepine
- 2019: „Durchbruch des Jahres“
- 2019: Nominierung, Kategorie „Lied des Jahres“ für Hallo (gemeinsam mit Dutty Dior)
- 2023: „RnB“ (für Instrument)

P3 Gull
- 2019: „Newcomer“
- 2019: „Lied des Jahres“ für Hallo (gemeinsam mit Dutty Dior)

## Diskografie

### Alben
| Jahr | Titel      | Höchstplatzierung, Gesamtwochen, AuszeichnungChartsChartplatzierungen (Jahr, Titel, Platzierungen, Wochen, Auszeichnungen, Anmerkungen) | Anmerkungen                         |
| Jahr | Titel      | NO | Anmerkungen                         |
| ---- | ---------- | --- | ----------------------------------- |
| 2023 | Instrument | NO5 (2 Wo.)NO | Erstveröffentlichung: 23. Juni 2023 |

Weitere Alben
- 2022: Kasko (mit Dutty Dior)

### EPs
- 2019: Sukkerspinn & hodepine (del 1)
- 2019: Sukkerspinn & hodepine (del 2)
- 2021: Begge to (mit Dutty Dior)
- 2024: La La Land

### Singles
| Jahr | Titel Album                                     | Höchstplatzierung, Gesamtwochen, AuszeichnungChartsChartplatzierungen (Jahr, Titel, Album, Platzierungen, Wochen, Auszeichnungen, Anmerkungen) | Anmerkungen |
| Jahr | Titel Album                                     | NO | Anmerkungen |
| --- | ----------------------------------------------- | --- | --- |
| 2019 | Hallo –                                         | NO3 (39 Wo.)NO | Erstveröffentlichung: 29. März 2019 mit Dutty Dior                                                                   |
| 2019 | Moscot & Dior –                                 | NO30 (1 Wo.)NO | Erstveröffentlichung: 20. September 2019 mit Karpe und Dutty Dior                                                    |
| 2020 | Blitz –                                         | NO28 (1 Wo.)NO | Erstveröffentlichung: 18. September 2020                                                                             |
| 2021 | Who’s Gonna Love You –                          | NO18 (1 Wo.)NO | Erstveröffentlichung: 21. Januar 2021 Emilie Nicolas feat. Isah                                                      |
| 2022 | Øyne i nakken –                                 | NO39 (1 Wo.)NO | Erstveröffentlichung: 28. Oktober 2022 mit Stig Brenner                                                              |
| 2022 | Alt du vil ha –                                 | NO2 (18 Wo.)NO | Erstveröffentlichung: 30. Dezember 2022 mit Maria Mena; Beitrag zu Hver gang vi møtes (Original: Bjørn Eidsvåg)      |
| 2023 | Feel da Rush –                                  | NO25 (3 Wo.)NO | Erstveröffentlichung: 6. Januar 2023 Beitrag zu Hver gang vi møtes (Original: Freddy Kalas)                          |
| 2023 | Hopelessly Hopeless –                           | NO5 (8 Wo.)NO | Erstveröffentlichung: 20. Januar 2023 Beitrag zu Hver gang vi møtes (Original: Emma Steinbakken)                     |
| 2023 | Mysteriet deg –                                 | NO5 Platin · (8 Wo.)NO | Erstveröffentlichung: 17. Februar 2023 mit Emma Steinbakken; Beitrag zu Hver gang vi møtes (Original: Bjørn Eidsvåg) |
| 2023 | E det bare meg Instrument                       | NO39 (1 Wo.)NO | Erstveröffentlichung: 21. April 2023                                                                                 |
| 2023 | Fakk You                                        | NO26 (1 Wo.)NO | Erstveröffentlichung: 14. Juli 2023 mit Beathoven                                                                    |
| Folgende Lieder erschienen nicht als Single, wurden aber durch das Album zum Download und Streaming bereitgestellt und konnten somit eine Platzierung erlangen: |                                                 | | |
| |                                                 | | |
| 2019 | Gangster romanse Sukkerspinn & hodepine (del 2) | NO33 (1 Wo.)NO | mit Magdi |
| 2019 | Rose Sukkerspinn & hodepine (del 2)             | NO21 Gold · (2 Wo.)NO | |
| 2023 | Eg vil bare danse Instrument                    | NO23 (1 Wo.)NO | |

Weitere Singles
- 2017: Seint (mit Dutty Dior)
- 2018: Fantasi (mit Dutty Dior)
- 2018: Lollipop (NO: Gold)
- 2019: Vi flyr (Britz feat. Isah, NO: Gold)
- 2020: Zelda
- 2020: Luv meg
- 2020: Drukne
- 2020: 2 Glass
- 2021: kan du love å vente (mit Gabrielle)
- 2022: Delilah
- 2022: Love the Chase